# Hans Holbein il Vecchio
Hans Holbein il Vecchio (Augusta, 1460 – Issenheim, 1524) è stato un pittore e incisore tedesco.

## Biografia
Hans Holbein il Vecchio e suo fratello Sigismund Holbein nacquero nella libera città imperiale di Augusta ed erano entrambi membri di una celebrata famiglia di pittori; suo padre era Michael Holbein. Hans il Vecchio fu pioniere e leader della trasformazione dell'arte tedesca dallo stile gotico allo stile rinascimentale. 
Tra le caratteristiche principali che l'artista assumerà nel corso della sua carriera è da sottolineare il risalto conferito al rilievo, al colore e alla descrizione dei personaggi.
Hans il Vecchio svolse la sua formazione artistica a Ulma, dove ricevette maggiori stimoli dalle scuole pittoriche presenti in quella località.
Successivamente soggiornò in Svezia e in Renania dove ebbe l'opportunità di conoscere le opere della scuola fiamminga, prima di stabilizzarsi a Issenheim.
Uno dei suoi primi lavori significativi lo realizzò presso la Cattedrale di Augusta con Storie della Vergine, dopodiché completò i Magi e la Basilica romana per l'altare di Sant'Afra.
Fu anche un incisore e un illustratore di libri. Uno dei suoi migliori lavori in questo campo è la serie che fece per l'Elogio della follia.
Suo figlio Hans Holbein il Giovane e Ambrosius Holbein presero da lui le loro prime lezioni di pittura.